# Suntory Sunbirds 2019-2020
Questa voce raccoglie le informazioni riguardanti i Suntory Sunbirds nella stagione 2019-2020.

## Stagione
I Suntory Sunbirds partecipano alla stagione 2019-20 senza alcuna denominazione sponsorizzata.
In seguito alla cancellazione della Coppa dell'Imperatore e del Torneo Kurowashiki a causa della pandemia di COVID-19 in Giappone, partecipano alla sola V.League Division 1, dove si classificano al quarto posto in regular season: ai play-off scudetto, dopo aver superato i Sakai Blazers e i JT Thunders Hiroshima, rispettivamente agli ottavi e ai quarti di finale, perdono l'incontro di semifinale contro i JTEKT Stings, terminando il torneo al terzo posto.

## Organigramma societario
Area direttiva
- Presidente: Kinya Nakata

Area tecnica
- Allenatore: Masaji Ogino
- Assistente allenatore: Katsutoshi Tsumagari, Daisuke Sakai, Kota Yamamura, Leonardo de Carvalho

## Rosa
| N° | Nome                 | Ruolo | Data di nascita  | Nazionalità sportiva |
| -- | -------------------- | ----- | ---------------- | -------------------- |
| 1  | Taiki Tsuruda        | S     | 13 luglio 1991   | Giappone             |
| 3  | Haruki Ono           | C     | 27 ottobre 1995  | Giappone             |
| 4  | Atomu Torikai        | O     | 6 aprile 1996    | Giappone             |
| 5  | Kentaro Matsubayashi | S     | 8 ottobre 1994   | Giappone             |
| 6  | Ji Daoshuai          | S     | 7 febbraio 1992  | Cina                 |
| 7  | Yu Yamamoto          | P     | 9 settembre 1992 | Giappone             |
| 9  | Masaki Oya           | P     | 23 aprile 1995   | Giappone             |
| 10 | Kenya Fujinaka       | S     | 25 luglio 1993   | Giappone             |
| 11 | Kōsuke Hata          | S     | 15 luglio 1995   | Giappone             |
| 12 | Tatsuya Shiota       | C     | 17 novembre 1989 | Giappone             |
| 13 | Dmitrij Musėrskij    | O     | 29 ottobre 1988  | Russia               |
| 14 | Hisanori Kato        | C     | 7 aprile 1994    | Giappone             |
| 15 | Yoshimitsu Kiire     | L     | 13 maggio 1995   | Giappone             |
| 17 | Kentaro Hoshiya      | C     | 8 novembre 1991  | Giappone             |
| 18 | Takeshi Ogawa        | C     | 7 luglio 1994    | Giappone             |
| 19 | Masashi Kuriyama     | S     | 14 luglio 1988   | Giappone             |
| 20 | Hiroki Nishida       | P     | 15 agosto 1997   | Giappone             |
| 21 | Kenji Satō           | C     | 16 gennaio 1997  | Giappone             |

## Statistiche

### Statistiche di squadra
| Competizione        | Punti | In casa | In casa | In casa | In trasferta | In trasferta | In trasferta | Totale | Totale | Totale |
| Competizione        | Punti | G       | V       | P       | G            | V            | P            | G      | V      | P      |
| ------------------- | ----- | ------- | ------- | ------- | ------------ | ------------ | ------------ | ------ | ------ | ------ |
| V.League Division 1 | 55    | ?       | ?       | ?       | ?            | ?            | ?            | 27     | 18     | 9      |
| Totale              | -     | ?       | ?       | ?       | ?            | ?            | ?            | 27     | 18     | 9      |

G = partite giocate; V = partite vinte; P = partite perse

### Statistiche dei giocatori
| Giocatore       | V.League Division 1 | V.League Division 1 | V.League Division 1 | V.League Division 1 | V.League Division 1 | Totale | Totale | Totale | Totale | Totale |
| Giocatore       | P                   | PT                  | AV                  | MV                  | BV                  | P      | PT     | AV     | MV     | BV     |
| --------------- | ------------------- | ------------------- | ------------------- | ------------------- | ------------------- | ------ | ------ | ------ | ------ | ------ |
| K. Fujinaka     | 29                  | 235                 | 187                 | 39                  | 9                   | 29     | 235    | 187    | 39     | 9      |
| K. Hata         | 30                  | 76                  | 57                  | 17                  | 2                   | 30     | 76     | 57     | 17     | 2      |
| K. Hoshiya      | 28                  | 61                  | 30                  | 27                  | 4                   | 28     | 61     | 30     | 27     | 4      |
| Ji D.s.         | 24                  | 269                 | 218                 | 34                  | 17                  | 24     | 269    | 218    | 34     | 17     |
| H. Kato         | 20                  | 8                   | 8                   | 0                   | 0                   | 20     | 8      | 8      | 0      | 0      |
| Y. Kiire        | 30                  | 2                   | 0                   | 0                   | 2                   | 30     | 2      | 0      | 0      | 2      |
| M. Kuriyama     | 30                  | 80                  | 65                  | 11                  | 4                   | 30     | 80     | 65     | 11     | 4      |
| K. Matsubayashi | 7                   | 7                   | 6                   | 1                   | 0                   | 7      | 7      | 6      | 1      | 0      |
| D. Musėrskij    | 26                  | 659                 | 570                 | 52                  | 37                  | 26     | 659    | 570    | 52     | 37     |
| H. Nishida      | 16                  | 1                   | 0                   | 0                   | 1                   | 16     | 1      | 0      | 0      | 1      |
| T. Ogawa        | 22                  | 49                  | 46                  | 1                   | 2                   | 22     | 49     | 46     | 1      | 2      |
| H. Ono          | 30                  | 217                 | 154                 | 50                  | 13                  | 30     | 217    | 154    | 50     | 13     |
| M. Oya          | 30                  | 61                  | 19                  | 24                  | 18                  | 30     | 61     | 19     | 24     | 18     |
| K. Satō         | 19                  | 8                   | 6                   | 1                   | 1                   | 19     | 8      | 6      | 1      | 1      |
| T. Shiota       | 29                  | 152                 | 118                 | 26                  | 8                   | 29     | 152    | 118    | 26     | 8      |
| A. Torikai      | 3                   | 1                   | 1                   | 0                   | 0                   | 3      | 1      | 1      | 0      | 0      |
| T. Tsuruda      | 30                  | 0                   | 0                   | 0                   | 0                   | 30     | 0      | 0      | 0      | 0      |
| Y. Yamamoto     | 17                  | 2                   | 1                   | 0                   | 1                   | 17     | 2      | 1      | 0      | 1      |

P = presenze; PT = punti totali; AV = attacchi vincenti; MV = muri vincenti; BV = battute vincenti